# Ödön Holits
Ödön Holits (ur. 7 grudnia 1886 w Turze, zm. 2 kwietnia 1970 w Budapeszcie) – węgierski piłkarz, trener piłkarski, lekkoatleta, skoczek w dal.

## Życiorys
Pracował jako nauczyciel wychowania fizycznego, gdzie dużo miejsca poświęcał teoretycznym zagadnieniom związanym z piłką nożną. Jako piłkarz grał na pozycji bramkarza. Reprezentował barwy klubów MÚE i MTK; z MTK został mistrzem Węgier w sezonie 1907/1908. W latach 1903–1905 rozegrał cztery mecze w reprezentacji Węgier. Był wszechstronnym sportowcem, poza piłką nożną uprawiał także lekkoatletykę (rekord życiowy w skoku w dal – 6,62 z 1909 roku). Podczas igrzysk olimpijskich w Londynie (1908) zajął w skoku w dal 14. miejsce z wynikiem 6,54, a rok później został w tej konkurencji mistrzem kraju. Był trenerem MAFC, Újpesti TE, Nemzeti SC, w 1924 roku prowadził także reprezentację Węgier w zwycięskim 1:0 meczu z Francją. W latach 1923, 1924 oraz 1928 w trakcie przerw w rozgrywkach ligowych pracował w Szwajcarii.